# Augustin Auffray
Pour les articles homonymes, voir Auffray.
Le père Augustin Fernand Auffray (8 avril 1881, Nantes - 29 juillet 1955, Lausanne), est un prêtre salésien et homme de lettres français.

## Biographie
Après avoir fréquenté jeune le patronage salésien Saint-Pierre-de-Ménilmontant à Paris, il rentre chez les salésiens, ce qui l'oblige à quitter la France pour l'Italie, où il suit alors ses études de théologie. Il y fait la rencontre Dom Bellamy, qui le prépare au sacerdoce. 
En 1904, Auffray est ordonné prêtre à Turin.
Durant la Première Guerre mondiale, il sert la France, et retourne en Italie à la fin de la guerre pour prendre les fonctions de directeur du Bulletin Salésien, fonctions qu'il conserva durant vingt années.
Se consacrant avec talent aux travaux littéraires, son principal ouvrage, consacré à saint Jean Bosco sera imprimé à plus de 100.000 exemplaires. Il donna également de nombreuses conférences.
Au début de la Seconde Guerre mondiale, il rentre en France et devient directeur à Caluire puis à Grasse, avant de devenir aumônier du pensionnat Sévigné de Marseille.

## Publications
- Con Don Bosco e coi tempi. I cooperatori Salesiani (1955)
- Les missions salésiennes (1936)
- Un grand éducateur, saint Jean Bosco (1929, 7e éd 1953)
- Un saint formé par un autre saint. Le premier successeur de Don Bosco, Don Rua (1837-1910) (1932)
- Un saint traversa la France (1937)
- La pédagogie d'un saint (1940)
- Comment un saint punissait les enfants (1941)
- Un saint de 15 ans (1950)
- En cordée derrière un guide sûr : toute la spiritualité de saint Jean Bosco
- Telle mère, tels fils (Marguerite Bosco) (1930)
- Le Christ en moi
- Une offensive de charité
- En pleine brousse équatoriale. Histoire de la Mission salésienne de Katanga (1926, Prix d'Académie de l'Académie française)
- Le bienheureux Dom Bosco (1930, Prix Montyon de l'Académie française)